# 310년

## 연호
- 서진(西晉) 영가(永嘉) 4년
- 성한(成漢) 안평(晏平) 5년
- 전조(前趙) 하서(河瑞) 2년 / 광흥(光興) 원년

## 기년
- 서진(西晉) 회제(懷帝) 4년
- 신라(新羅) 기림 이사금(基臨泥師今) 13년 / 흘해 이사금(訖解泥師今) 원년
- 고구려(高句麗) 미천왕(美川王) 11년
- 백제(百濟) 비류왕(比流王) 7년

## 사건
- 신라, 기림 이사금 세상을 떠남.  석우로의 후손 흘해가 왕의 자리에 오름.

## 사망
- 신라(新羅) 15대 왕 기림 이사금(基臨泥師今)
- 중국 오호십육국 시대 전조의 창건자 유연